# Crystal Waters
Pour les articles homonymes, voir Waters.
Crystal Waters (née en 1961 à Philadelphie, Pennsylvanie) est une chanteuse afro-américaine qui est principalement connue pour ses deux hits majeurs dans les années 1990 : Gypsy Woman (She's Homeless) (1991) et 100% Pure Love (1994). Elle est aussi la nièce de la chanteuse Ethel Waters.

## Biographie
En 1991, Gypsy Woman devient un hit mondial notamment grâce au refrain bien connu da la dee da la da. Le titre atteint la 8e place du Billboard Hot 100 et remporte un grand succès en Europe. Il atteint la 2e place en Grande-Bretagne. Le premier album de Crystal Waters ne remporte toutefois pas un grand succès.
La chanteuse réalise un come-back en 1994 avec le titre 100% Pure Love qui se place en 11e position en Amérique du Nord et devient l'un des singles apparaissant le plus longtemps dans le top 100 (45 semaines).
Son album intitulé Crystal Waters inclut un autre hit du Top 40 : Say...If You Feel Alright, mais le succès des autres titres l'a éludé.
Waters continue toujours de réaliser des titres qui ont du succès dans le chart Hot Dance Music/Club Play, comme Come On Down et My Time.
En avril 2015, elle est l'une des têtes d'affiche du festival lesbien californien, le Dinah Shore.

## Discographie

### Albums
- 1991 : Surprise
- 1994 : Storyteller
- 1997 : Crystal Waters
- 1998 : The Best Of
- 2001 : Gypsy Woman - The Collection
- 2001 : Best Of - The Millennium Collection

### Singles
|       | Année | Titre                                            | US | US Dance | UK | Album          |
| ----- | ----- | ------------------------------------------------ | -- | -------- | -- | -------------- |
|       | 1991  | Gypsy Woman (She's Homeless)                     | 8  | 1        | 2  | Surprise       |
|       | 1991  | Makin' Happy                                     | -  | 1        | 18 | Surprise       |
|       | 1992  | Megamix                                          | -  | -        | 39 | -              |
|       | 1992  | Surprise                                         | -  | 35       | -  | Surprise       |
|       | 1992  | Gypsy Woman (remix)/Peace                        | -  | -        | 35 | Surprise       |
|       | 1994  | 100% Pure Love                                   | 11 | 1        | 15 | Storyteller    |
|       | 1994  | What I Need                                      | 82 | 1        | 40 | Storyteller    |
|       | 1995  | Relax                                            | -  | 1        | 37 | Storyteller    |
|       | 1996  | The Boy Of Ipanema                               | -  | -        | -  | Red Hot + Rio  |
| [ 1 ] | 1996  | In De Ghetto (Bad Yard Club avec Crystal Waters) | -  | 20       | -  | -              |
|       | 1997  | Say... If You Feel Alright                       | 40 | 6        | 45 | Crystal Waters |
|       | 1997  | Just A Freak (avec Dennis Rodman)                | -  | 13       | -  | Crystal Waters |
|       | 2001  | Come On Down                                     | -  | 1        | -  | -              |
|       | 2003  | My Time (Dutch avec Crystal Waters)              | -  | 1        | 22 | -              |
|       | 2004  | Destination Calabria (feat. Alex Gaudino)        | -  | 8        | -  | -              |

## Récompenses
- 1991 nommée 3 fois aux American Music Awards pour Artiste Favori - Dance, Single Favori - Dance (Gypsy Woman (She's Homeless)), et Nouvel Artiste Favori - Dance.
- 1994 nommée pour un MTV Video Music Award pour la meilleure vidéo Dance (« 100% Pure Love »)